# 東経173度線
東経173度線（とうけい173どせん）は、本初子午線面から東へ173度の角度を成す経線である。北極点から北極海、アジア、太平洋、ニュージーランド、南極海、南極大陸を通過して南極点までを結ぶ。東経173度線は、西経7度線と共に大円を形成する。

## 通過する地域一覧
東経173度線は、北極点から南極点まで南に向かって以下の場所を通っている。
| 地理座標                                               | 国土・領土・領海 | 備考                                                                                         |
| ------------------------------------------------------ | ---------------- | -------------------------------------------------------------------------------------------- |
| 北緯90度0分 東経173度0分 / 北緯90.000度 東経173.000度  | 北極海           |                                                                                              |
| 北緯73度12分 東経173度0分 / 北緯73.200度 東経173.000度 | 東シベリア海     |                                                                                              |
| 北緯69度52分 東経173度0分 / 北緯69.867度 東経173.000度 | ロシア           |                                                                                              |
| 北緯61度25分 東経173度0分 / 北緯61.417度 東経173.000度 | ベーリング海     |                                                                                              |
| 北緯52度59分 東経173度0分 / 北緯52.983度 東経173.000度 | アメリカ合衆国   | アラスカ州 — アッツ島                                                                        |
| 北緯52度47分 東経173度0分 / 北緯52.783度 東経173.000度 | 太平洋           |                                                                                              |
| 北緯3度24分 東経173度0分 / 北緯3.400度 東経173.000度   | キリバス         | マキン島                                                                                     |
| 北緯3度23分 東経173度0分 / 北緯3.383度 東経173.000度   | 太平洋           | ブタリタリ環礁（ キリバス、北緯3度10分 東経172度58分 / 北緯3.167度 東経172.967度）の東を通過 |
| 北緯1度52分 東経173度0分 / 北緯1.867度 東経173.000度   | キリバス         | アベイアン環礁、タラワ環礁                                                                   |
| 北緯1度19分 東経173度0分 / 北緯1.317度 東経173.000度   | 太平洋           |                                                                                              |
| 北緯1度1分 東経173度0分 / 北緯1.017度 東経173.000度    | キリバス         | マイアナ環礁                                                                                 |
| 北緯0度50分 東経173度0分 / 北緯0.833度 東経173.000度   | 太平洋           |                                                                                              |
| 南緯34度23分 東経173度0分 / 南緯34.383度 東経173.000度 | ニュージーランド | 北島 — 北オークランド半島（英語版）。島最北端のサーヴィル・クリフ（英語版）の近くを通過      |
| 南緯34度48分 東経173度0分 / 南緯34.800度 東経173.000度 | 太平洋           |                                                                                              |
| 南緯40度48分 東経173度0分 / 南緯40.800度 東経173.000度 | ニュージーランド | 南島                                                                                         |
| 南緯43度4分 東経173度0分 / 南緯43.067度 東経173.000度  | 太平洋           | ペガサス湾                                                                                   |
| 南緯43度39分 東経173度0分 / 南緯43.650度 東経173.000度 | ニュージーランド | 南島 — バンクス半島                                                                          |
| 南緯43度53分 東経173度0分 / 南緯43.883度 東経173.000度 | 太平洋           |                                                                                              |
| 南緯60度0分 東経173度0分 / 南緯60.000度 東経173.000度  | 南極海           |                                                                                              |
| 南緯77度30分 東経173度0分 / 南緯77.500度 東経173.000度 | 南極大陸         | ロス海属領 - ニュージーランドが領有権主張                                                    |